# Maro (portugalska piosenkarka)
Mariana Brito da Cruz Forjaz Secca (ur. 30 października 1994 w Lizbonie) – portugalska piosenkarka i autorka tekstów. Reprezentantka Portugalii w 66. Konkursie Piosenki Eurowizji (2022).

## Życiorys
Jej matka jest nauczycielką muzyki, a ojciec miłośnikiem muzyki. Zaczęła uczyć się muzyki w młodym wieku, a także w swoim domu miała kontakt z różnorodną muzyką. Pierwszym instrumentem na którym nauczyła się grać, było pianino, jednak to nauka gry na gitarze zainspirowała ją do tworzenia muzyki. Początkowo chciała zostać weterynarką, jednak postanowiła zostać artystką. Studiowała w Berklee College of Music w Bostonie, po czym zamieszkała w Los Angeles. Współpracowała z Jacobem Collierem nad jego albumem Djesse Vol. 2. Prowadzi kanał na portalu YouTube, na którym publikuje filmy, na których śpiewa z artystami, takimi jak António Zambujo, Rosa Passos, Eric Clapton, Mayra Andrade czy Salvador Sobral. W maju 2022 reprezentowała Portugalię z utworem „Saudade, saudade” w 66. Konkursie Piosenki Eurowizji organizowanym w Turynie. 10 maja wystąpiła jako dziesiąta w kolejności w pierwszym półfinale konkursu i z czwartego miejsca zakwalifikowała się do finału, który został rozegrany 14 maja. Wystąpiła w nim z trzecim numerem startowym i zajęła 9. miejsce po zdobyciu 207 punktów w tym 36 punktów od telewidzów (15. miejsce) i 171 pkt od jurorów (5. miejsce).

## Dyskografia

### Albumy studyjne
- Maro, vol. 1 (2018)
- Maro, vol. 2 (2018)
- Maro, vol. 3 (2018)
- Maro & Manel (with Manuel Rocha) (2018)
- It’s OK (2018)

### EP-ki
- Pirilampo (2021)

### Single

#### Jako główna artystka
| Rok                                                      | Tytuł                                  | Najwyższe pozycje na listach | Najwyższe pozycje na listach | Najwyższe pozycje na listach | Najwyższe pozycje na listach | Najwyższe pozycje na listach | Najwyższe pozycje na listach | Najwyższe pozycje na listach | Najwyższe pozycje na listach | Album                   |
| Rok                                                      | Tytuł                                  | POR                          | NLD                          | IRL                          | ISL                          | LTU                          | SWI                          | SWE                          | UK Down.                     | Album                   |
| -------------------------------------------------------- | -------------------------------------- | ---------------------------- | ---------------------------- | ---------------------------- | ---------------------------- | ---------------------------- | ---------------------------- | ---------------------------- | ---------------------------- | ----------------------- |
| 2019                                                     | „Why” (oraz Ariza)                     | –                            | –                            | –                            | –                            | –                            | –                            | –                            | –                            | –                       |
| 2019                                                     | „What Difference Will It Make”         | –                            | –                            | –                            | –                            | –                            | –                            | –                            | –                            | –                       |
| 2020                                                     | „Mi condena” (gościnnie: Vic Mirallas) | –                            | –                            | –                            | –                            | –                            | –                            | –                            | –                            | –                       |
| 2021                                                     | „Tempo” (oraz Nasaya)                  | –                            | –                            | –                            | –                            | –                            | –                            | –                            | –                            | Pirilampo (EP)          |
| 2021                                                     | „I See It Coming”                      | –                            | –                            | –                            | –                            | –                            | –                            | –                            | –                            | Pirilampo (EP)          |
| 2022                                                     | „Saudade, saudade”                     | 3                            | –                            | 93                           | 13                           | 3                            | 79                           | 68                           | 51                           | Festival da Canção 2022 |
| 2022                                                     | „Am I Not Enough for Now?”             | –                            | –                            | –                            | –                            | –                            | –                            | –                            | –                            | –                       |
| 2022                                                     | „We’ve Been Loving in Silence”         | –                            | –                            | –                            | –                            | –                            | –                            | –                            | –                            | –                       |
| „–” oznacza, że singel nie był notowany na danej liście. |                                        |                              |                              |                              |                              |                              |                              |                              |                              |                         |

Jako gościnna artystka
| Rok  | Tytuł                                                    | Album               |
| ---- | -------------------------------------------------------- | ------------------- |
| 2018 | „It Ain’t Working” (Figùra, gościnnie: Maro)             | Place To Be         |
| 2019 | „Move On” (Noé Zagroun, gościnnie: Maro)                 | –                   |
| 2019 | „Takin’ It Slow” (SirAiva, gościnnie: Maro)              | –                   |
| 2019 | „Midnight Purple” (oraz Nasaya)                          | –                   |
| 2021 | „Walk Above the City” (The Paper Kites, gościnnie: Maro) | Roses               |
| 2021 | „Corazón” (80purppp, gościnnie: Maro)                    | –                   |
| 2022 | „Better Now” (Odesza, gościnnie: Maro)                   | Behind The Sun (EP) |

### Inne utwory
Jako gościnna artystka
| Rok  | Tytuł                                                                                        | Album              |
| ---- | -------------------------------------------------------------------------------------------- | ------------------ |
| 2018 | „Não Me Deixes” (Carolina Deslandes, gościnnie: Maro)                                        | Casa               |
| 2019 | „Moreninha” (Monda, gościnnie: Maro)                                                         | Cal                |
| 2019 | „Norte y Sur” (Bebo San Juan, gościnnie: Maro)                                               | La Vuelta al Mundo |
| 2021 | „Sense” (Judit Neddermann, gościnnie: Maro)                                                  | Aire               |
| 2021 | „Day Fire” (Paraleven, gościnnie: Maro)                                                      | Apollo             |
| 2021 | „Mãe” (Munir Hossn, gościnnie: Maro)                                                         | Vientre            |
| 2021 | „Amor ao Longe” (Marito Marques, gościnnie: Maro, Salvador Sobral)                           | A Ponte            |
| 2022 | „Just A Dream” (Gerald Clayton, gościnnie: Maro)                                             | Bells On Sand      |
| 2022 | „Damunt de tu Només les Flors” (Gerald Clayton, gościnnie: John Clayton, Justin Brown, Maro) | Bells On Sand      |